# Porostov
Porostov – wieś (obec) na Słowacji położona w kraju koszyckim, w powiecie Sobrance. Pierwsze wzmianki o miejscowości pochodzą z 1412 roku.
Według danych z dnia 31 grudnia 2012 roku, wieś zamieszkiwało 215 osób, w tym 108 kobiet i 107 mężczyzn.
W 2001 roku pod względem narodowości i przynależności etnicznej 98,7% mieszkańców stanowili Słowacy, a 0,87Czesi.
Ze względu na wyznawaną religię struktura mieszkańców kształtowała się w 2001 roku następująco:
- Katolicy rzymscy – 15,65%
- Grekokatolicy – 73,48%
- Ewangelicy – 1,3%
- Ateiści – 7,83%
- Nie podano – 0,43%